# L'Enclos des fous
L’Enclos des fous (Espagnol: Corral de locos) est une petite peinture sur étain réalisée par Francisco de Goya entre 1793 et 1794. Goya affirma que cette œuvre était liée à ce type de scènes qu’il avait pu voir dans sa jeunesse dans une institution de Saragosse.

## Contexte
L’œuvre fut peinte approximativement lors de la déclaration de guerre de l’Espagne contre la France révolutionnaire, alors que Goya, atteint de surdité avait peur de sombrer dans la folie, était effrayé de cette entrée en guerre et se plaignait de sa santé. Un diagnostic de l’époque affirmait « le bruit dans sa tête et sa surdité n’augmentent pas, aujourd’hui sa vision est bien plus meilleure et il contrôle mieux son équilibre »
Cependant, Goya était très occupé avec des portraits royaux et de la cour. Cette œuvre fait partie d’une douzaine de petits tableaux sombres qu’il réalisa de façon autonome. C’était l’une des premières peintures de chevalet réalisées sans commande au milieu de la décennie 1790, dans laquelle ses études antérieures sur la beauté idéale permettent d’étudier la relation entre le naturalisme et le fantastique qui allait occuper le restant de sa carrière.
Le peintre était alors en pleine dépression nerveuse, le plongeant dans un état de maladif prolongé. On ne sait pas exactement de quoi Goya tomba malade ; une grande quantité d’hypothèse ont été formulées, depuis la poliomyélite jusqu’à la syphilis et même l’empoisonnement. Il vécut jusqu’à l’âge de 82 ans. Le peintre admit dans ses courriers, que cette série reflétait son doute intérieur, son anxiété et sa peur de la folie Ces tableaux lui servaient à « occuper mon imagination, tourmentée comme elle l’est par la contemplation de mes souffrances […] (la série) ne doit normalement pas être utilisée pour des commandes. »
Pour l’historien de l’art Arthur Danto, l’Enclos des fous marque une étape dans la carrière de Goya depuis « un monde où il n’y a pas d’ombre vers un monde où il n’y a pas de lumière ». La toile est souvent comparée à des œuvres de maturité telle la Maison des fous datée de 1812-1819. Elle a été décrite comme une « sombre vision du corps humain sans raison humaine », comme une « vision profondément troublée du sadisme et de la souffrance ». Elle marque l’évolution d’un portraitiste de cour vers un artiste poursuivi par une humanité sombre et impitoyable.

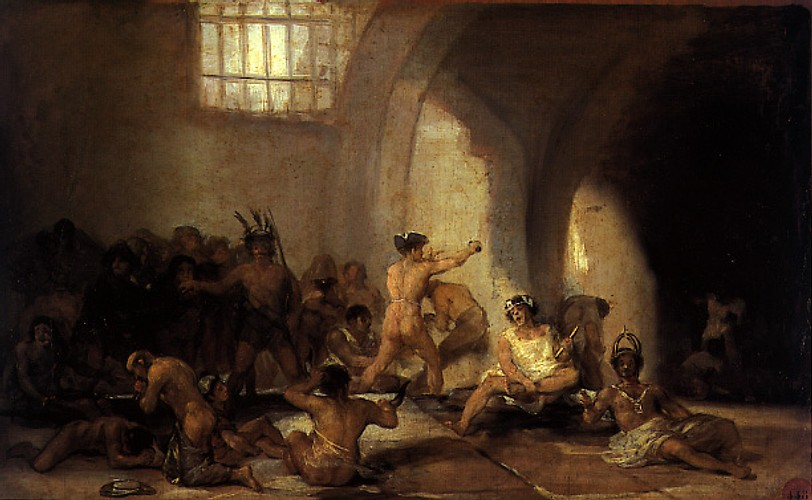
la Maison des fous, 1812-19. Real Academia de Bellas Artes de San Fernando, Madrid.

Dans une lettre de 1794 à son ami Bernardo de Yriarte, il écrivit qu’il peignait « un enclose avec des fous, deux d’entre eux se battant, complètement nus, alors que leurs gardiens les frappaient, eux et d’autres dans des sacs ; c’est une scène que j’ai vu à Saragosse ». C’était le traitement usuel des fous, qui étaient enfermés avec des criminels, menottés et régulièrement sujets à des châtiments physiques. On note ici que les patients adoptent diverses postures, observation, assis, lutte, grimaçant. En haut du tableau tombe un soleil cru qui renforce l’atmosphère cauchemardesque de la scène.
L’un des objectifs des Lumières, mouvement auquel adhérait Goya, était une réforme des prisons et des asiles. Voltaire et d’autres écrivirent à ce sujet, condamnant la brutalité envers les prisonniers – fous ou non – thème que Goya repris dans diverses de ses toiles.
La peinture a fait partie d’une collection privée à partir de 1922 jusqu’à sa donation au Meadox Museum de Dallas par Algur H. Meadows en 1967.